# John Howard (attore 1913-1995)
John Howard, pseudonimo di John R. Cox, Jr. (Cleveland, 14 aprile 1913 – Santa Rosa, 19 febbraio 1995), è stato un attore statunitense.

## Biografia
È noto principalmente per aver recitato nei film Orizzonte perduto (1937) e Scandalo a Filadelfia (1940). In quest'ultima commedia interpretò il ruolo di George Kittredge, il gentiluomo in procinto di sposare la ricca e viziata Tracy Lord (Katharine Hepburn) e che deve contendere la fidanzata all'ex marito di lei, C.K. Dexter Haven (Cary Grant). Attivo fin dai primi anni trenta, nella seconda metà del decennio Howard interpretò più volte il personaggio dell'avventuriero e investigatore privato Bulldog Drummond in una serie di B-movie di successo.
All'inizio degli anni cinquanta si dedicò prevalentemente alla televisione, diventando protagonista di numerose serie, fra le quali il medical drama Dr. Hudson's Secret Journal (1955-1957) e Adventures of the Sea Hawk (1958). L'ultima apparizione di Howard sul grande schermo risale al 1975 con il breve ruolo di Warden J. Johnston nel gangster movie Quella sporca ultima notte.

## Filmografia parziale

### Cinema
- Volo nella bufera (Thirteen Hours by Air), regia di Mitchell Leisen (1936)
- Valiant Is the Word for Carrie, regia di Wesley Ruggles (1936)
- Orizzonte perduto (Lost Horizon), regia di Frank Capra (1937)
- Bulldog Drummond Comes Back, regia di Louis King (1937)
- La valigia infernale (Bulldog Drummond's Revenge), regia di Louis King (1937)
- Una donna in gabbia (Hitting a New High), regia di Raoul Walsh (1937)
- Prison Farm, regia di Louis King (1938)
- Il diamante fatale (Bulldog Drummond's Peril), regia di James P. Hogan (1938)
- Bulldog Drummond in Africa, regia di Louis King (1938)
- Arrest Bulldog Drummond, regia di James P. Hogan (1939)
- La squadra speciale di Bulldog Drummond (Bulldog Drummond's Secret Police), regia di James P. Hogan (1939)
- Bulldog Drummond's Bride, regia di James P. Hogan (1939)
- Passaggio conteso (Disputed Passage), regia di Frank Borzage (1939)
- What a Life, regia di Theodore Reed (1939)
- La guida eroica (The Man from Dakota), regia di Leslie Fenton (1940)
- Inferno verde (Green Hell), regia di James Whale (1940)
- Scandalo a Filadelfia (The Philadelphia Story), regia di George Cukor (1940)
- La donna invisibile (The Invisible Woman), regia di A. Edward Sutherland (1940)
- The Mad Doctor, regia di Tim Whelan (1941)
- Papà prende moglie (Father Takes a Wife), regia di Jack Hively (1941)
- L'affascinante straniero (Love from a Stranger), regia di Richard Whorf (1947)
- Dopo Waterloo (The Fighting Kentuckian), regia di George Waggner (1949)
- Prigionieri del cielo (The High and the Mighty), regia di William A. Wellman (1954)
- L'invasione - Marte attacca Terra (Destination Inner Space), regia di Francis D. Lyon (1966)
- Quella sporca ultima notte (Capone), regia di Steve Carver (1975)

### Televisione
- Lights Out – serie TV, episodio 3x07 (1950)
- General Electric Theater – serie TV, episodio 3x11 (1954)
- The Whistler – serie TV, episodi 1x14-1x27 (1954-1955)
- Scienza e fantasia (Science Fiction Theatre) – serie TV, episodi 1x06-1x07 (1955)
- TV Reader's Digest – serie TV, episodi 2x16-2x26 (1956)
- Men Into Space – serie TV, episodio 1x18 (1960)
- Indirizzo permanente (77 Sunset Strip) – serie TV, 2 episodi (1960-1961)
- Surfside 6 – serie TV, episodio 2x10 (1961)
- Gunslinger – serie TV, episodio 1x06 (1961)
- Outlaws – serie TV, episodio 1x17 (1961)
- The Americans – serie TV, episodio 1x02 (1961)
- Gli uomini della prateria (Rawhide) – serie TV, episodio 4x14 (1962)
- Perry Mason – serie TV, episodio 6x02 (1962)
- Io e i miei tre figli (My Three Sons) – serie TV, 14 episodi  (1964-1967)
- Tre nipoti e un maggiordomo (Family Affair) – serie TV, episodio 2x14 (1967)
- Missione impossibile (Mission: Impossible) – serie TV, episodio 6x18 (1972)
- La casa nella prateria (Little House on the Prairie) – serie TV, episodio 2x14 (1976)

## Doppiatori italiani
- Gualtiero De Angelis in Orizzonte perduto, Una donna in gabbia
- Giorgio Capecchi in Dopo Waterloo
- Nino Pavese in Prigionieri del cielo
- Rino Bolognesi in La casa nella prateria
- Mario Cordova in Scandalo a Filadelfia (ridoppiaggio)
- Vittorio De Angelis in Orizzonte perduto (ridoppiaggio)